# Oeceoclades hebdingiana
Oeceoclades hebdingiana är en orkidéart som först beskrevs av André Guillaumin, och fick sitt nu gällande namn av Leslie Andrew Garay och Peter Geoffrey Taylor. Oeceoclades hebdingiana ingår i släktet Oeceoclades och familjen orkidéer. Inga underarter finns listade i Catalogue of Life.